# SimIsle
SimIsle: Mission in the Rain Forest est un jeu vidéo de gestion de type city-builder publié par Maxis en 1995. Il fait partie des nombreux jeux Sims qui se sont relativement peu vendus et que Maxis a produit dans les années 1990 à partir de diverses variations de SimCity. Comme les autres jeux de la série, SimIsle suit la philosophie de Maxis consistant à offrir une fin relativement ouverte au joueur (voire pas de fin du tout) dans la mesure où il peut choisir de développer sa ville autant qu'il le souhaite.

## Accueil
| SimIsle  |      |       |
| Média    | Pays | Notes |
| Gen4     | FR   | 80 %  |
| Joystick | FR   | 85 %  |